# Gianluigi Parlato
Gianluigi Parlato (Napoli, 28 giugno 1965) è un giornalista italiano, caporedattore al TG5.

## Biografia
Nasce a Napoli nel 1965, l'ultimo lunedì di giugno. È il primogenito di Federico e Susanna. Cresciuto prima nel quartiere di Fuorigrotta e poi a Chiaja, ha conseguito la maturità classica al Liceo Classico Umberto I e la Laurea in Scienze Politiche, indirizzo economico, all'Università degli Studi di Napoli Federico II. È giornalista professionista dall'11 marzo 1996.

## Carriera Giornalistica
Nel 1985 muove i primi passi come giornalista al videogiornale di Canale 21, dove fa il suo esordio nei notiziari domenicali della notte. Prosegue il suo apprendistato in quella che è la prima emittente televisiva napoletana, per poi venire chiamato da Franco Aulisio -a lungo direttore di VG21 NEWS- ad affiancarlo nell'esperienza di Video Comunicazioni: agenzia di stampa televisiva fornitrice immagini e servizi alle emittenti locali e nazionali. In quegli anni ha anche pubblicato articoli per quotidiani e periodici. Diventa praticante per Video Comunicazioni nel 1994 e realizza i primi servizi per Telemontecarlo, Sat2000 e le Reti Mediaset. Sempre con l'agenzia cura anche l'editing del mensile Napolicity. 
Con l'avvento del nuovo Millennio, nel giugno 2000 lascia Video Comunicazioni per cercare nuovi stimoli nella carriera giornalistica a Roma. 
Nella Capitale lavora presso la redazione di Telemontecarlo, prima di approdare in Rai a "La vita in diretta", trasmissione per la quale segue come inviato alcuni tra i principali fatti di cronaca e tra questi anche il Delitto di Novi Ligure. Nel luglio 2001 firma il primo contratto con il TG5, testata presso la quale sarà poi assunto in via definitiva nel 2003 e dove è attualmente Caporedattore. Dal 2006 è tra i curatori di TG5 Prima Pagina, notiziario che coordina dal 2014 insieme alle altre edizioni della fascia mattutina del TG5, alle 8:00 e alle 11:00. Dal marzo 2019 è Caporedattore delle edizioni del mattino del TG5.